# Алявдин, Георгий Петрович
Георгий Петрович Алявдин (19 апреля 1923, Полоцк, Витебская губерния — 2 сентября 2008, Москва, Московская область) — советский дирижёр, профессор. Заслуженный артист РСФСР (1962), полковник (1971). Награждён орденом «Знак Почёта» (1968).

## Биография
Родился 19 апреля 1923 года в Полоцке Витебской губернии. В 1927 году семья переезжает в Витебск.
С 1939 года начал обучение в Ленинградской музыкальной школе-десятилетке при Ленинградской государственной консерватории (класс трубы — А. Н. Шмидт).
В 1942—1947 годах обучается на Военно-морском факультете при Ленинградской государственной консерватории, который заканчивает с отличием (преподаватели: Б. И. Анисимов — инструментовка, И. А. Мусин — дирижирование, А. Н. Шмидт — труба).
С 1947 года — военный дирижёр оркестра Ленинградского высшего военно-морского училища подводного плавания. В 1951 году переведён в Москву в Отдельный образцовый оркестр Военно-Морского Флота СССР (ныне Центральный концертный образцовый оркестр им. Н. А. Римского-Корсакова), которым руководил в 1953—1970 годах.
Многие композиторы СССР сотрудничали с оркестром и специально писали для Г. П. Алявдина свои произведения. Среди них: Е. Макарова, Б. Готлиба, Г. Калинковича, Н. Иванова-Радкевича и других. С оркестром в разные времена выступали такие солисты, как: А. Разум, А. Ведерников, И. Козловский, А. Эйзен, Т. Докшицер, Н. Авдеева и другие.
Умер 2 сентября 2008 года в Москве. Похоронен на Введенском кладбище.

## Педагогическая деятельность
С 1970 года Георгий Алявдин преподавал дирижирование на факультете военных дирижёров при Московской государственной консерватории. Среди его учеников такие дирижёры, как: генерал-лейтенант Валерий Халилов — начальник Военно-оркестровой службы РФ, полковник В. Иванов — заместитель начальника Военно-оркестровой службы РФ, полковник А. Колотушкин — начальник Центрального военного оркестра Министерства обороны, капитан 1-го ранга А. Карабанов — начальник Центрального концертного образцового оркестра ВМФ и многие другие.